# Eysturoy

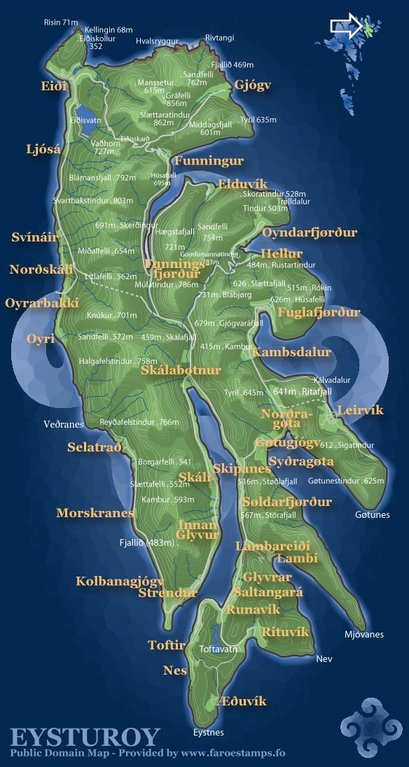
Mapa de Eysturoy (isolada das ilhas vizinhas).

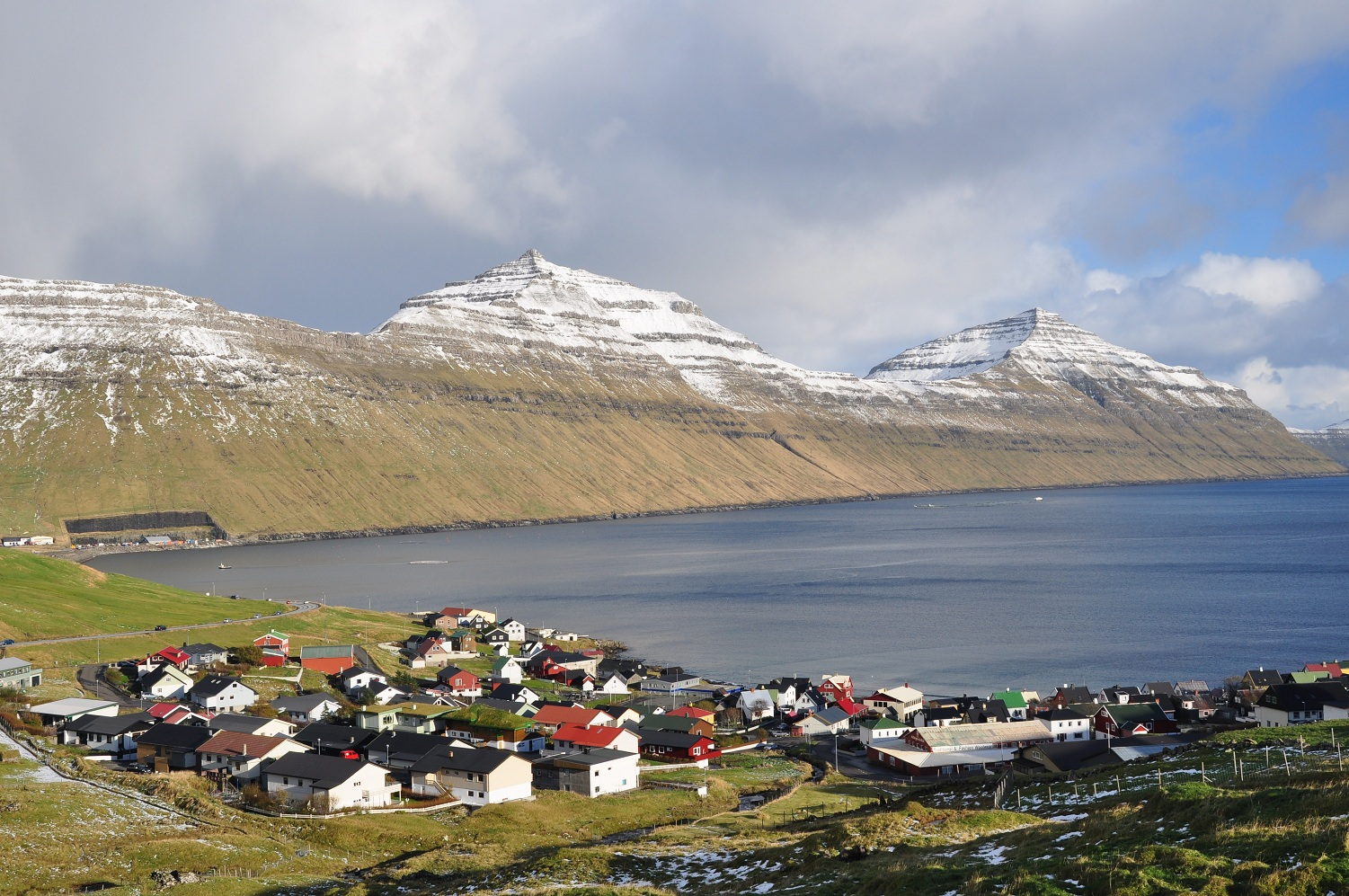
Paisagem de Eysturoy

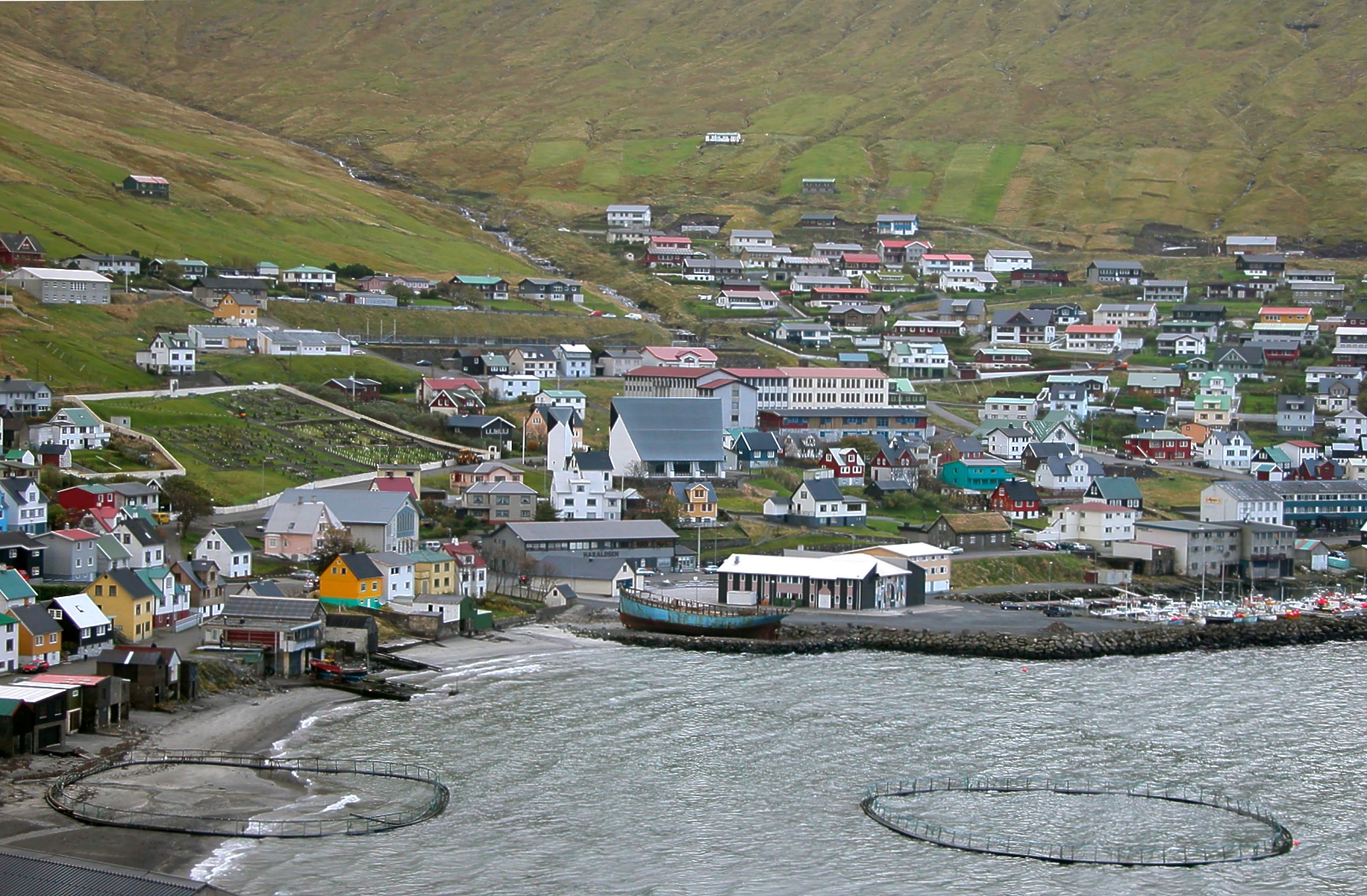
Praia em Fuglafjørður

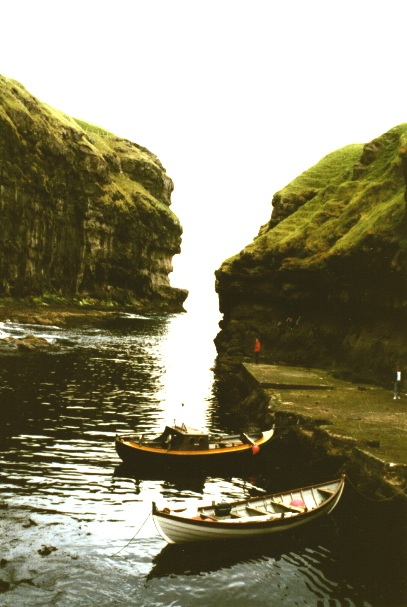
Gjógv

Eysturoy (em Dinamarquês Østerø) é a segunda maior das  Ilhas Faroés. 
O seu nome significa a ilha oriental, derivando do facto de se situar a leste da ilha principal, Streymoy. 

A ilha tem uma área total de 286,3 km², sendo habitada por 10 839 pessoas, segundo o censo de 2011. É a segunda ilha mais povoada do arquipélago, com uma densidade populacional de 37 habitantes/km². 
A montanha mais alta é Slættaratindur, com 882 m de altitude, sendo também a mais elevada de todo o arquipélago. Existem cerca de 66 picos de montanhas na ilha, dado o seu relevo extremamente acidentado. 
A sua costa possui diversos fiordes compridos, dos quais se destaca o Skálafjørður, no sul da ilha, que se constitui como o maior do arquipélago. 
As cidades mais importantes de Eysturoy são Fuglafjørður, no norte, e a área densamente povoada dos municípios de Runavík e Nes no sul. 
Sobre o estreito que a liga a Streymoy, encontra-se a chamada "única ponte sobre o oceano Atlântico", tal como é designada com humor pelos habitantes locais. 
O porto de Runavík possui agora uma segunda utilização como porto de barcos de travessias: quando grandes barcos de passageiros, como o Norrøna, não conseguem atracar em Tórshavn, deslocam-se até ao porto de Runavík.
Leirvík, no costa oriental da ilha, é ponto de saída para as ligações de transportes para as ilhas do nordeste do arquipélago, em particular para Klaksvík, na ilha de Borðoy, a segunda maior cidade do arquipélago.

## Etimologia
Eysturoy é um nome faroês, composto por eystur ("leste") e oy ("ilha"), significando ”ilha do leste”.

## Turismo
Entre as atracções turísticas contam-se as povoações de Eiði e Gjógv, possuindo esta última um pequeno porto natural numa coluna rochosa; o museu histórico de Blásastova, em Gøta e as termas de Fuglafjørður, que traduzem a origem vulcânica do arquipélago. Na ponta norte da ilha, existem duas colunas de basalto erguendo-se no mar, conhecidas por Risin og Kellingin, o gigante e a bruxa. Em Fuglafjordur, existe ainda uma pequena praia de areia escura.